# Кучеров Яр (урочище)
Кучеров Яр (укр. Кучерів Яр) — заповедное урочище местного значения на Украине.
Находится в Покровском районе Донецкой области возле села Кучеров Яр. Площадь — 12 га.
Статус заповедного урочища присвоен решением областного совета от 25 марта 1995 года.
Флористический состав урочища Кучеров Яр насчитывает более 200 видов, пять из которых занесены в Красную книгу Украины: брандушка разноцветная, прострел чернеющий, пион тонколистный и др.